# Phyciodes mirabilis
Phyciodes mirabilis is een vlinder uit de familie Nymphalidae. De wetenschappelijke naam van de soort is voor het eerst geldig gepubliceerd in 1967 door Hayward.